# Плута
Плута (phellem) је секундарно покровно ткиво стабла и, ређе, корена. Настаје деобама ћелија фелогена (назива се још и плутин камбијум). Новонастале ћелије плуте подлежу убрзаној суберинификацији ћелијских зидова, услед чега су у дефинитивном стању:
- чврсто међусобно спојене,
- мртве и
- испуњене ваздухом.

Плута је непропустна за воду и гасове па ради проветравања стабла постоје отвори у плути - лентицеле. Када се плута образује у дубљим слојевима стабла, онда сва ткива која леже ка периферији стабла пре или касније угину, јер плута не дозвољава довод хранљивих материја. Комплекс мртвих ткива и плуте чини мртву кору.
Плута је цењена као материјал, услед чега се биљне врсте које је производе у већој количини (нпр. храст плутњак) плантажно гаје и експлоатишу.